# NGC 2369
NGC 2369 (również PGC 20556) – galaktyka spiralna z poprzeczką (SBa), znajdująca się w gwiazdozbiorze Kila. Odkrył ją John Herschel 26 grudnia 1834 roku.
W galaktyce tej zaobserwowano supernową SN 2008cm.